# 春風亭笑橋
春風亭 笑橋は、落語の名跡。過去三人が名乗った。　
- 春風亭笑橋 - 本項にて記述
- 春風亭笑橋 - 現∶昔昔亭桃太郎
- 昔昔亭笑橋 - 現∶十一代目柳亭芝楽

春風亭 笑橋（）は、落語家。
元東京あんみつ娘のメンバーで「柳ほくろ」を名乗った後に六代目春風亭柳橋の門下で初代春風亭笑橋を名乗った女流落語家。春風亭梅橋との結婚にともない、廃業した。その後の消息は不明となっている。